# ریسارد شتادنیوک
ریسارد شتادنیوک (انگلیسی: Ryszard Stadniuk; ۲۷ اکتبر ۱۹۵۱ – ) قایقران روئینگ اهل لهستان بود.
وی در مسابقات کشوری و بین‌المللی در مجموع برندهٔ ۱ مدال نقره، ۱ مدال برنز شده‌است.